# فرانک ویلکینسون کرو
فرانک ویلکینسون کرو (انگلیسی: Frank W. Crowe؛ ‏ ۲ ژوئیهٔ ۱۹۱۹ – ۲۹ آوریل ۱۹۸۷) پزشک متخصص بیماری‌های پوست و مو اهل ایالات متحده آمریکا بود. او یک صاحب‌نظر مشهور جهانی برای نشانه کرو در نوروفیبروماتوز بود که به نوعی کک‌ومک زیر بغل در افراد مبتلا به نوروفیبروماتوز نوع ۱ (بیماری فون رکلینگهاوزن) گفته می‌شود. این کک‌ومک‌ها در ۳۰ درصد افراد مبتلا به این بیماری دیده می‌شود و وجود آنها یکی از هفت معیار تشخیصی نوروفیبروماتوز است. کک‌ومک همچنین می‌تواند در ناحیه تماسی پوست در نوروفیبروماتوز وجود داشته باشد، مانند چین‌های کشاله ران، نواحی زیر پستان و پشت گردن.
در سال ۱۹۵۶ کرو و همکارانش وراثت اتوزومال غالب نوروفیبروماتوز و استفاده از ۶ نقطه لکه شیرقهوه یا بیشتر برای تشخیص این بیماری را شرح دادند. در سال ۱۹۶۴ کرو مقاله‌ای در مورد نحوه استفاده از کک‌ومک زیر بغل در تشخیص بیماری منتشر کرد که اکنون به عنوان نشانه کرو شناخته می‌شود.